# Élections municipales québécoises de 2013
Les élections municipales québécoises de 2013 se sont déroulées le 3 novembre 2013. Elles ont permis de déterminer les maires et les conseillers de chacune des municipalités locales du Québec. Cette élection a aussi pour but d'élire les préfets des quelques municipalités régionales de comté qui ont choisi ce mode d'élection.

## Cadre législatif
Des élections municipales sont tenues tous les quatre ans à date fixe (le premier dimanche de novembre) pour l'ensemble des 1 111 municipalités locales du Québec qui sont régies par le Code municipal du Québec ou par la Loi sur les cités et villes. Les 23 municipalités ayant le statut de village nordique, village cri ou village naskapi ne sont pas concernées par cette élection, pas plus que les 34 réserves indiennes.
Il s'agit de la troisième élection municipale depuis l'adoption de la Loi sur les élections et les référendums dans les municipalités en 2001, après celles de 2005 et de 2009. Auparavant, les élections municipales avaient aussi lieu à l'automne, mais chaque année une partie des municipalités allait en élections, sur une base rotative.
À titre exceptionnel en raison de l'accident ferroviaire de Lac-Mégantic, l'Assemblée nationale du Québec annule l'élection dans cette municipalité et le conseil municipal est reconduit jusqu'en 2015. 

## Contexte et déroulement
Dans plusieurs municipalités, dont certaines des plus grandes, les élections suivent une période d'instabilité où les maires ont dû démissionner en raison des scandales liés à la corruption dans le milieu municipal. C'est le cas à Montréal, à Laval, à Mascouche. D'autres villes sont par ailleurs dominées par un maire à la personnalité forte et à discours populaire, notamment à Québec et à Saguenay.

## Résultats

### Principales villes
- Élections municipales de 2013 à Montréal
- Élections municipales de 2013 à Québec
- Élections municipales de 2013 à Laval
- Élections municipales de 2013 à Gatineau
- Élections municipales de 2013 à Longueuil
- Élections municipales de 2013 à Westmount

### Par région
1. Bas-Saint-Laurent
2. Saguenay–Lac-Saint-Jean
3. Capitale-Nationale
4. Mauricie
5. Estrie
6. Région de Montréal
7. Outaouais
8. Abitibi-Témiscamingue
9. Côte-Nord
10. Nord-du-Québec
11. Gaspésie–Îles-de-la-Madeleine
12. Chaudière-Appalaches
13. Région de Laval
14. Lanaudière
15. Laurentides
16. Montérégie
17. Centre-du-Québec

## Statistiques
1 103 municipalités et 13 municipalités régionales de comté sont en élection. Le nombre de candidatures est en hausse, atteignant 13 233 personnes pour les postes de maire ou de conseiller municipal. Le taux de participation a augmenté par rapport aux élections municipales de 2009, passant de 44,8 % à 47,2 %, soit une augmentation de 5,4 %.
|                      | Nombre de postes à élire | Élu par scrutin | Élu par acclamation | Absence de candidat | Genre des élus |
| -------------------- | ------------------------ | --------------- | ------------------- | ------------------- | -------------- |
| Préfet               | 13                       | 6               | 7                   | 0                   | 61,5 % 38,5 %  |
| Maire                | 1 103                    | 580             | 519                 | 4                   | 82,3 % 17,7 %  |
| Conseiller municipal | 6 947                    | 3 014           | 3 883               | 49                  | 69,3 % 30,7 %  |
| Total                | 8 063                    | 3 594           | 4 409               | 53                  | 71 % 29 %      |